# Rudolf Kuchynka
Rudolf Kuchynka (13. ledna 1869, Albrechtec u Sušice – 27. června 1925 Praha) byl český historik umění.

## Život
Kuchynka studoval gymnázium v Písku a na Obchodní akademii v Praze. V roce 1894 se stal úředníkem na Královských Vinohradech a posléze ředitelem tamního magistrátu.
Jako historik umění byl autodidakt. Vynikal pečlivostí, s níž ověřoval veškeré údaje, fotografoval a katalogizoval některé sbírky a vybavení kostelů. Objevil některá vzácná umělecká díla: Smrt Panny Marie z Košátek, obraz J. Kupeckého nebo Sprangerův Epitaf pražského zlatníka Mikuláše Müllera.
Spolupracoval na vzniku Lehnerových Dějin umění národa českého. Významně se podílel na badatelském poznání dějin umění renesance, manýrismu a baroka. Pro Dějepis umění v Čechách, vydávaný SVU Mánes, zpracovával od roku 1923 kapitoly o českém malířství 16.-18. století. Ke stému výročí narození Josefa Mánesa zpracoval do roku 1919 lístkový katalog čítající kolem 5 000 položek.
Roku 1911 se zasadil o zevrubné zpracování díla Petra Brandla, které vyústilo o dva roky později výstavou. Přispěl významně k poznání díla Jana Kupeckého, V. V. Reinera, Ludvíka Kohla, Viktora Barvitia, Augusta Bedřicha Piepenhagena, Karla Škréty a Josefa Navrátila.
Nejpozději od roku 1918 se stává Waldesovým konzultantem a poradcem v utváření sbírky starého umění, odborné vědecké knihovny a tvůrcem inventářů sbírek Waldesových. Některé práce nedokončil protože roku 1923 ztratil zrak.

### Výběrová bibliografie
- Zprávy o umělcích v archivu jindřichohradeckém, ČSPSČ XVIII, Praha 1910
- Katalog výstavy děl Petra Brandla, Rudolfinum, září - říjen, Praha 1911
- Brandlův obraz proroka Eliáše, ČSPSČ XX, Praha 1912
- Výstava děl Jana Kupeckého a V. V. Reinera. Katalog. Rudolfinum, září - říjen, Praha 1913
- Michael Willmann: Ein Betrag zu Barockkunst Schlesiens, Strassburg 1914 (spolu s Dietrichem Maulem)